# Бедов, Владимир Николаевич
Владимир Николаевич Бедов — советский хозяйственный, государственный и политический деятель.

## Биография
Родился в 1936 году в Киржаче. Член КПСС
С 1956 года — на хозяйственной, общественной и политической работе. В 1956—1990 гг. — секретарь комитета ВЛКСМ Владимирского педагогического института, комсомольский работник во Владимирской области, первый секретарь Владимирского обкома ВЛКСМ, ответственный организатор ЦК ВЛКСМ, заведующий организационно-партийным отделом Владимирского обкома КПСС, первый секретарь Владимирского городского комитета КПСС.
Делегат XXVII съезда КПСС.
Умер во Владимире в 2001 году.